# Plaza Grande de Zafra

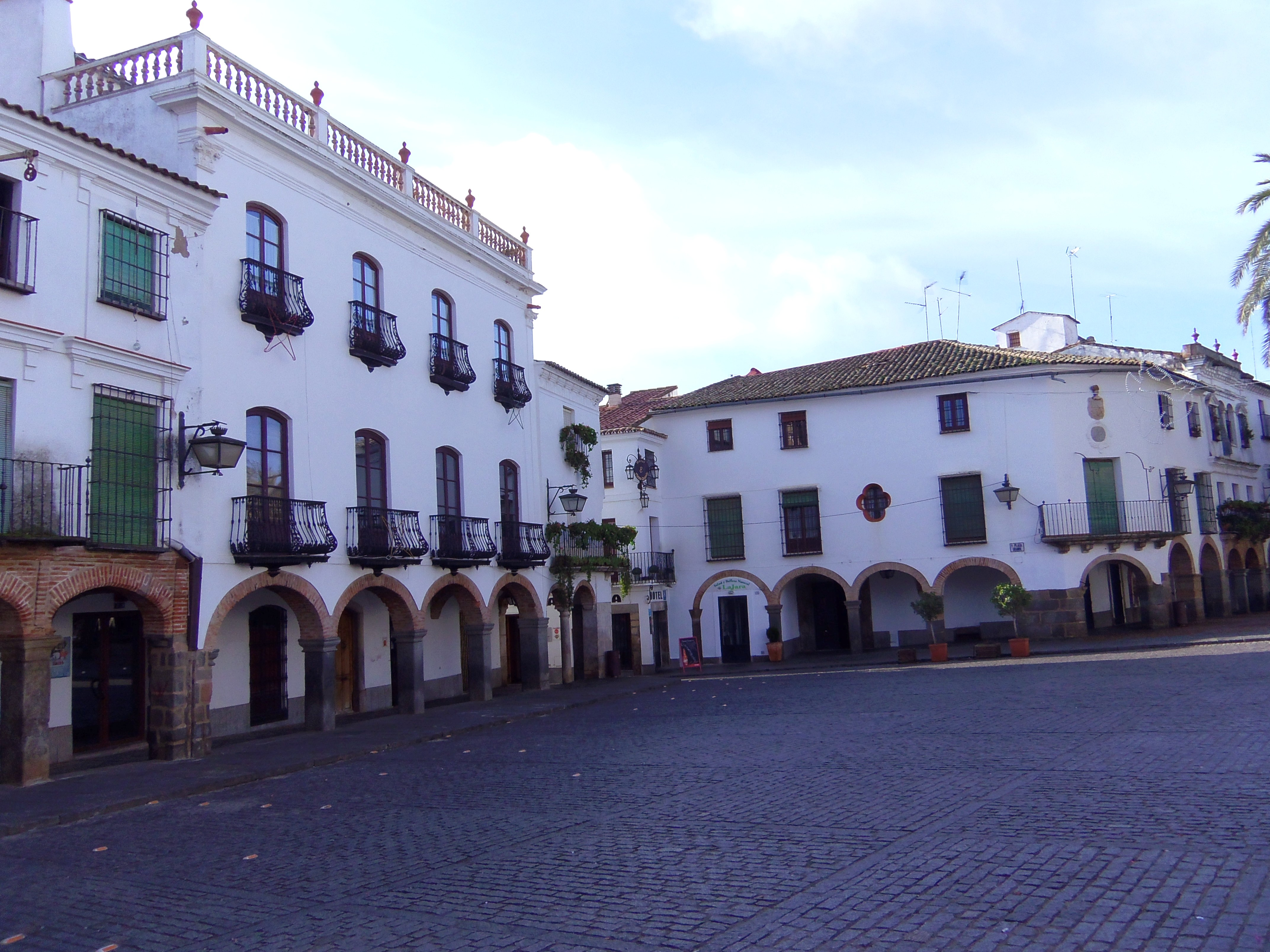
Plaza Grande Zafra en la actualidad

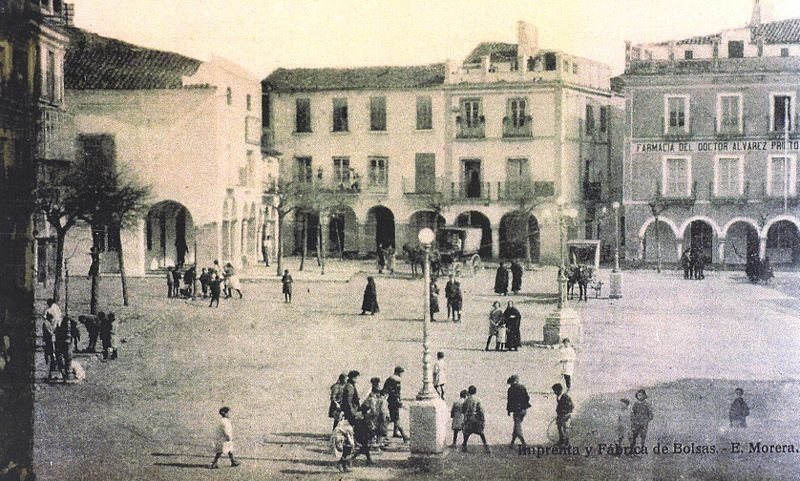
Plaza Grande de Zafra a comienzos del siglo XX

La Plaza Grande es la mayor y más moderna de las plazas porticadas de la ciudad de Zafra. Data de mediados del siglo XVI fecha en que la arruinada iglesia medieval, y su cementerio, que ocupaban su planta, es derribada al ser sustituida por la actual parroquia de la Candelaria. No obstante muchos de sus soportales son del siglo XV y se construyeron en el borde del cementerio para prolongar la actividad comercial centrada entonces en la Plaza Chica. Se llega a ella a través de cinco calles; Tetuán por norte, Huelva por este y Sevilla, Pasteleros y Santa Catalina por sur y comunica por su ángulo noroeste, mediante el Arquillo del Pan, con la Plaza Chica. 
En la plaza de forma rectangular se distinguen dos “subplazas”: una más pequeña, al oeste, peatonal, empedrada, donde se alzan unas palmeras y seis bancos de granito y otra mayor al este, adoquinada y con acceso al tráfico rodado. 
Está casi totalmente porticada pues sólo una de la casas en la cara norte no tiene soportales, precisamente la situada en el punto en que hasta el siglo XVI parece que la plaza comunicaba con la calle Badajoz, siguiendo el eje norte-sur de la villa. A ella se asoman casas de dos y tres plantas de porte señorial y sigue siendo lugar de actividad comercial; bares, hoteles, librería, kioscos, comercios. Su zona peatonal es muy frecuentada por los zafrenses en sus múltiples terrazas de verano. Centro cotidiano de la actividad de la ciudad, en ocasiones se convierte en escenario al aire libre: festivales, carnavales…
A lo largo de su existencia ha recibido varios nombres: Plaza Nueva, Plaza del Rey, Plaza de la Constitución…., pero ahora se le conoce por su nombre más popular, el de Plaza Grande. Si se llega a ella por la calle Sevilla, la vista está dominada por la torre de la Candelaria pero la vista más interesante de la plaza es la que se tiene de ella entrando desde la Plaza Chica por el Arquillo del Pan bajo la atenta mirada de "La Esperancita"
- Datos: Q6079568
- Multimedia: Plaza Grande, Zafra / Q6079568